# Wesoły kanarek
Wesoły kanarek (ros. Весёлая канарейка, Wiesiołaja kanariejka) – radziecki czarno-biały film niemy z 1929 roku w reżyserii Lwa Kuleszowa. W filmie tym reżyser sięgnął do tematyki czasów wojny domowej.
O walce bolszewickich organizacji na Ukrainie.

## Obsada
- Andriej Fajt jako Ługowiec
- Galina Krawczenko jako Brio
- Ada Wojcik jako żona Ługowca
- Siergiej Komarow jako Brianski
- Wsiewołod Pudowkin jako iluzjonista (fakir)